# John Ashton
John David Ashton (ur. 22 lutego 1948 w Springfield, zm. 26 września 2024 w Fort Collins) – amerykański aktor; znany z komedii sensacyjnej z Eddiem Murphym Gliniarz z Beverly Hills (1984; reż. Martin Brest) i jej kontynuacji Gliniarz z Beverly Hills II (1987; reż. Tony Scott) oraz Gliniarz z Beverly Hills: Axel F (2024), a także kolejnej komedii sensacyjnej Zdążyć przed północą (1988; reż. Martin Brest) u boku Roberta De Niro i Charlesa Grodina.

## Życiorys
Urodził się w Springfield w stanie Massachusetts. W 1960, w wieku 12 lat rozpoczął lekcje aktorstwa. Uczęszczał do Enfield High School w Enfield w Connecticut. W 1962 zadebiutował na scenie Hartford Stage Company w Otellou. W 1970 studiował na wydziale teatralnym na Uniwersytecie Południowej Kalifornii i Defiance College w Defiance w Ohio. W 1973 otrzymał Los Angeles Drama Critics Circle Award dla najlepszego aktora drugoplanowego za występ w sztuce A Flea in Her Ear. Zdobył stypendium na wyjazdy zagraniczne, gdzie wystąpił w 15 produkcjach teatralnych w Europie. Wkrótce dołączył do Company of Angels Theatre Group. W 1982 został uhonorowany Drama Logue Award dla najlepszego aktora za rolę w True West. Był gospodarzem turnieju golfowego gwiazd Longs Peak w Fort Collins w Kolorado i gitarzystą zespołu rockowego The Stooges.

## Filmografia

### Filmy
- Columbo: Błędna reakcja  (Columbo: Negative Reaction, 1974) jako Calvin MacGruder
- My Father's House (1975) jako sierżant
- The Psychopath (1975) jako sierżant Matthews
- Uciekać  (Breaking Away, 1979) jako brat Mike’a
- Granica  (Borderline, 1980) jako Charlie Monroe
- Elvis i piękna królowa  (Elvis and the Beauty Queen, 1981) jako Jake
- Słodko-gorzka autostrada  (Honky Tonk Freeway, 1981) jako Otto Kemper
- Przygody Buckaroo Banzai. Przez ósmy wymiar  (The Adventures of Buckaroo Banzai Across the 8th Dimension, 1984) jako Highway Patrolman
- Gliniarz z Beverly Hills  (Beverly Hills Cop, 1984) jako Sergeant Taggart
- A Death in California (1985) jako detektyw Bob Swalwell
- Rozważny nieznajomy  (The Deliberate Stranger, 1986) jako Det. Roger Dunn
- Ostatni kurort  (Last Resort, 1986) jako Phil Cocoran
- King Kong żyje  (King Kong Lives, 1986) jako pułkownik Nevitt
- Gliniarz z Beverly Hills II  (Beverly Hills Cop II, 1987) jako John Taggart
- Some Kind of Wonderful (1987) jako Cliff Nelson
- Ona będzie miała dziecko  (She’s Having a Baby, 1988) jako Ken
- Zdążyć przed północą  (Midnight Run, 1988) jako Marvin Dorfler
- Wiem, że na imię mam Steven  (I Know My First Name Is Steven, 1989) jako Del Stayner
- Chcę wracać do domu  (I Want to Go Home, 1989) jako Harry Dempsey
- Saturday’s (1991) jako George
- Love, Lies and Murder (1991) jako Carrothers
- Niesforna Zuzia  (Curly Sue, 1991) jako pan Arnold
- Mokra robota  (Dirty Work, 1992) jako Eddie
- Stukostrachy  (The Tommyknockers, 1993) jako Butch Duggan
- Zagubieni w raju  (Trapped in Paradise, 1994) jako Ed Dawson
- Wielka mała liga  (Little Big League, 1994) jako Mac Macnally
- Szybkie pieniądze  (Fast Money, 1995) jako porucznik Diego
- Strzelec wyborowy  (Hidden Assassin, 1995) jako Alex Reed
- Kwestia wartości  (For Which He Stands, 1996) jako District Attorney
- Dzień, w którym zastrzelono Lincolna  (The Day Lincoln Was Shot, 1998) jako generał Ulysses Simpson Grant
- Postrzelone bliźniaki  (Meet the Deedles, 1998) jako kapitain Douglas Pine
- Lawina (Avalanche, 1999) jako Kemp
- Instynkt  (Instinct, 1999) jako Guard Decks
- Bill’s Gun Shop (2001) jako Bill Voight
- Jane Doe: Póki śmierć nas nie rozłączy  (Jane Doe: Til Death Do Us Part, 2005) jako Richie Parsons
- Rządy gargulców (Reign of the Gargoyles, 2007) jako komandor Latham
- Gdzie jesteś, Amando?  (Gone Baby Gone, 2007) jako detektyw Nick Poole
- Gliniarz z Beverly Hills: Axel F (Beverly Hills Cop: Axel F, 2024) jako John Taggart

### Seriale
- M*A*S*H (1972–1983) jako Żandarmeria (gościnnie)
- Policyjna opowieść (Police Story, 1973–1977) jako sierżant Paulson (gościnnie)
- Kojak (1973–1978) jako Culler (gościnnie)
- Starsky i Hutch  (Starsky & Hutch, 1975–1979) jako Paul H. Willits (gościnnie)
- Wonder Woman (1976–1979) jako Thug (gościnnie)
- Dallas (1978–1991) jako Willie Joe Garr (1978–1979)
- Breaking Away (1980–1981) jako Roy
- Police Squad! (1982) jako Rocky (gościnnie)
- Drużyna A (The A-Team, 1983–1987) jako ‘Cactus’ Jack Slater (gościnnie)
- Strefa mroku  (The Twilight Zone, 1985–1989) jako Brady Simmons (gościnnie)
- Hardball (1989–1990) jako Charlie Battles
- JAG – Wojskowe Biuro Śledcze (JAG, 1995–2005) jako agent Brian Turque (gościnnie)
- Potyczki Amy (Judging Amy, 1999–2005) jako Dashiel Purdue (gościnnie)
- Going to California (2001–2002) jako Victor (gościnnie)